# Angerona unicoloraria
Angerona unicoloraria är en fjärilsart som beskrevs av Horm. 1894. Angerona unicoloraria ingår i släktet Angerona och familjen mätare. Inga underarter finns listade i Catalogue of Life.